# Roland Kostulski
Roland Kostulski (født 13. juni 1953 i Borna) er en tysk tidligere roer og olympisk guldvinder.

## Karriere
Kostulskis talent viste sig allerede som ganske ung, da han var med i den østtyske firer uden styrmand, der blev juniorverdensmestre i 1971. Efter nogle år i denne båd samt i toer uden styrmand kom han med i den østtyske otter i 1975, hvor han blev national mester og desuden verdensmester.
Han var fortsat med i otteren til OL 1976 i Montreal, hvor den øvrige besætning udgjordes af Gottfried Döhn, Bernd Baumgart, Werner Klatt, Dieter Wendisch, Hans-Joachim Lück, Ulrich Karnatz, Karl-Heinz Prudöhl og styrmand Karl-Heinz Danielowski, og østtyskerne vandt deres indledende heat i ny olympisk rekordtid. I finalen var de ligeledes hurtigst og sejrede med et forspring på næsten tre sekunder ned til Storbritannien, der fik sølv, mens New Zealand tog bronzemedaljerne. I alt deltog 11 lande i konkurrencen.
Efter afslutningen af den aktive karriere blev han vicepræsident i sin klub, SC DHfK Leipzig, og efter den tyske genforening blev han administrerende direktør i klubben. Han grundlagde desuden Leipzig bys sportsforening, og i 2006 blev han udnævnt til administrerende direktør for Sachsens gymnastikforbund.

## OL-medaljer
- 1976:  Guld i otter